# Setaphis kaokoensis
Setaphis kaokoensis är en spindelart som beskrevs av Lawrence 1928. Setaphis kaokoensis ingår i släktet Setaphis och familjen plattbuksspindlar.
Artens utbredningsområde är Namibia. Inga underarter finns listade i Catalogue of Life.